# Giải vô địch bóng đá trẻ thế giới 1985
Giải vô địch bóng đá trẻ thế giới 1985 là giải đấu lần thứ 5 của Giải vô địch bóng đá trẻ thế giới, được tổ chức tại Liên Xô từ ngày 24 tháng 8 đến ngày 7 tháng 9 năm 1985. Giải đấu diễn ra tại 10 địa điểm trong 8 thành phố chủ nhà — Baku, Yerevan, Leningrad, Minsk (2 sân vận động), Moskva, Hoktemberyan, Tbilisi (2 sân vận động) và Sumqayit — nơi có tổng cộng 32 trận đấu được tổ chức. Brasil đã bảo vệ thành công danh hiệu của mình, đánh bại Tây Ban Nha với tỷ sói 1–0 trong trận chung kết tại Sân vận động Luzhniki của Moskva.

## Địa điểm
10 sân vận động khác nhau tổ chức giải đấu tại 8 thành phố chủ nhà, được phân bổ cho 5 nước cộng hòa Xô viết: Cộng hòa Xã hội chủ nghĩa Xô viết Armenia (2 địa điểm tại 2 thành phố chủ nhà), Cộng hòa Xã hội chủ nghĩa Xô viết Azerbaijan (2 địa điểm tại 2 thành phố chủ nhà), Cộng hòa Xã hội chủ nghĩa Xô viết Byelorussia (2 địa điểm tại 1 thành phố chủ nhà), Cộng hòa Xã hội chủ nghĩa Xô viết Gruzia (2 địa điểm tại 1 thành phố chủ nhà), và Cộng hòa Xã hội chủ nghĩa Xô viết Liên bang Nga (2 địa điểm tại 2 thành phố chủ nhà).
| Moskva                       | Leningrad            | Tbilisi                   | Tbilisi                     | Yerevan                       |
| ---------------------------- | -------------------- | ------------------------- | --------------------------- | ----------------------------- |
| Sân vận động trung tâm Lenin | Sân vận động Kirov   | Sân vận động Lenin Dinamo | Sân vận động Lokomotivi     | Sân vận động Hrazdan          |
| Sức chứa: 103,000            | Sức chứa: 72,000     | Sức chứa: 74,354          | Sức chứa: 36,000            | Sức chứa: 70,000              |
|                              |                      |                           |                             |                               |
| Minsk                        | Minsk                | Hoktemberyan              | Baku                        | Sumqayit                      |
| Sân vận động Dinamo          | Sân vận động Traktor | Sân vận động Yubileynyi   | Sân vận động Vladimir Lenin | Sân vận động Mehdi Huseynzade |
| Sức chứa: 40,000             | Sức chứa: 17,600     | Sức chứa: 10,000          | Sức chứa: 30,000            | Sức chứa: 15,500              |
|                              |                      |                           |                             |                               |

## Vòng loại
| Liên đoàn                         | Giải đấu loại                                 | Các đội tuyển vượt qua vòng loại                            |
| --------------------------------- | --------------------------------------------- | ----------------------------------------------------------- |
| AFC (châu Á)                      | Giải vô địch bóng đá trẻ châu Á 1985          | Trung Quốc · Ả Rập Xê Út1                                   |
| CAF (châu Phi)                    | Giải vô địch bóng đá trẻ châu Phi 1985        | Nigeria · Tunisia                                           |
| CONCACAF (Bắc, Trung Mỹ & Caribe) | Giải vô địch bóng đá U-20 CONCACAF 1984       | Canada · México                                             |
| CONMEBOL (Nam Mỹ)                 | Giải vô địch bóng đá trẻ Nam Mỹ 1985          | Brasil · Colombia1 · Paraguay                               |
| OFC (châu Đại Dương)              | Giải vô địch bóng đá U-20 châu Đại Dương 1985 | Úc                                                          |
| UEFA (châu Âu)                    | Chủ nhà                                       | Liên Xô                                                     |
| UEFA (châu Âu)                    | Giải vô địch bóng đá U-18 châu Âu 1984        | Bulgaria1 · Anh · Hungary · Cộng hòa Ireland1 · Tây Ban Nha |

1.^ Các đội tuyển lần đầu tiên tham dự.

## Đội hình
Danh sách đội hình, xem Danh sách cầu thủ tham dự giải vô địch bóng đá trẻ thế giới 1985

## Vòng bảng

### Bảng A
| VT | Đội      | ST | T | H | B | BT | BB | HS | Đ | Giành quyền tham dự     |
| -- | -------- | -- | - | - | - | -- | -- | -- | - | ----------------------- |
| 1  | Bulgaria | 3  | 1 | 2 | 0 | 4  | 2  | +2 | 4 | Vòng đấu loại trực tiếp |
| 2  | Colombia | 3  | 1 | 2 | 0 | 5  | 4  | +1 | 4 | Vòng đấu loại trực tiếp |
| 3  | Hungary  | 3  | 1 | 2 | 0 | 5  | 4  | +1 | 4 |                         |
| 4  | Tunisia  | 3  | 0 | 0 | 3 | 2  | 6  | −4 | 0 |                         |

1. ↑  Colombia giành quyền vào vòng đấu loại trực tiếp nhờ bốc thăm.

| Hungary                         | 2–2      | Colombia                  |
| ------------------------------- | -------- | ------------------------- |
| Pintér 59' (ph.đ.) · Zsinka 85' | Chi tiết | Pérez 88' · Rodríguez 89' |

| Tunisia | 0–2      | Bulgaria                  |
| ------- | -------- | ------------------------- |
|         | Chi tiết | Mihtarski 32' · Penev 78' |

| Hungary                          | 2–1      | Tunisia    |
| -------------------------------- | -------- | ---------- |
| Pintér 60' (ph.đ.) · Fischer 87' | Chi tiết | Touati 46' |

| Colombia    | 1–1      | Bulgaria        |
| ----------- | -------- | --------------- |
| Tréllez 74' | Chi tiết | Kalaydzhiev 69' |

| Colombia                  | 2–1      | Tunisia      |
| ------------------------- | -------- | ------------ |
| Castaño 19' · Tréllez 68' | Chi tiết | Abdelhak 76' |

| Hungary     | 1–1      | Bulgaria       |
| ----------- | -------- | -------------- |
| Fischer 80' | Chi tiết | Kostadinov 57' |

### Bảng B
| VT | Đội              | ST | T | H | B | BT | BB | HS | Đ | Giành quyền tham dự     |
| -- | ---------------- | -- | - | - | - | -- | -- | -- | - | ----------------------- |
| 1  | Brasil           | 3  | 3 | 0 | 0 | 5  | 1  | +4 | 6 | Vòng đấu loại trực tiếp |
| 2  | Tây Ban Nha      | 3  | 1 | 1 | 1 | 4  | 4  | 0  | 3 | Vòng đấu loại trực tiếp |
| 3  | Ả Rập Xê Út      | 3  | 1 | 1 | 1 | 1  | 1  | 0  | 3 |                         |
| 4  | Cộng hòa Ireland | 3  | 0 | 0 | 3 | 3  | 7  | −4 | 0 |                         |

| Cộng hòa Ireland | 1–2      | Brasil                |
| ---------------- | -------- | --------------------- |
| Tuite 86'        | Chi tiết | Balalo 20' · Dida 80' |

| Ả Rập Xê Út | 0–0      | Tây Ban Nha |
| ----------- | -------- | ----------- |
|             | Chi tiết |             |

| Cộng hòa Ireland | 0–1      | Ả Rập Xê Út           |
| ---------------- | -------- | --------------------- |
|                  | Chi tiết | Al-Jam'an 54' (ph.đ.) |

| Brasil                   | 2–0      | Tây Ban Nha |
| ------------------------ | -------- | ----------- |
| Luciano 50' · Balalo 65' | Chi tiết |             |

| Cộng hòa Ireland               | 2–4      | Tây Ban Nha                        |
| ------------------------------ | -------- | ---------------------------------- |
| Mooney 51' · Kelch 56' (ph.đ.) | Chi tiết | Fernando 3', 61' · Losada 35', 85' |

| Brasil     | 1–0      | Ả Rập Xê Út |
| ---------- | -------- | ----------- |
| Müller 35' | Chi tiết |             |

### Bảng C
| VT | Đội         | ST | T | H | B | BT | BB | HS | Đ | Giành quyền tham dự     |
| -- | ----------- | -- | - | - | - | -- | -- | -- | - | ----------------------- |
| 1  | Liên Xô (H) | 3  | 2 | 1 | 0 | 7  | 1  | +6 | 5 | Vòng đấu loại trực tiếp |
| 2  | Nigeria     | 3  | 2 | 0 | 1 | 6  | 4  | +2 | 4 | Vòng đấu loại trực tiếp |
| 3  | Úc          | 3  | 0 | 2 | 1 | 2  | 3  | −1 | 2 |                         |
| 4  | Canada      | 3  | 0 | 1 | 2 | 0  | 7  | −7 | 1 |                         |

| Liên Xô | 0–0      | Úc |
| ------- | -------- | -- |
|         | Chi tiết |    |

| Nigeria                | 2–0      | Canada |
| ---------------------- | -------- | ------ |
| Monday 1' · Siasia 78' | Chi tiết |        |

| Liên Xô                              | 2–1      | Nigeria     |
| ------------------------------------ | -------- | ----------- |
| Khudozhilov 23' (ph.đ.) · Chedia 41' | Chi tiết | Anunobi 81' |

| Úc | 0–0      | Canada |
| -- | -------- | ------ |
|    | Chi tiết |        |

| Liên Xô                                                                              | 5–0      | Canada |
| ------------------------------------------------------------------------------------ | -------- | ------ |
| Ketashvili 38' · Tatarchuk 39' · Ivanauskas 60' · Sklyarov 64' (ph.đ.) · Kuzhlev 79' | Chi tiết |        |

| Úc                                  | 2–3      | Nigeria                                |
| ----------------------------------- | -------- | -------------------------------------- |
| Panagis 27' · Kalantzis 38' (ph.đ.) | Chi tiết | Adeleye 63' · Monday 78' · Anunobi 79' |

### Bảng D
| VT | Đội        | ST | T | H | B | BT | BB | HS | Đ | Giành quyền tham dự     |
| -- | ---------- | -- | - | - | - | -- | -- | -- | - | ----------------------- |
| 1  | México     | 3  | 3 | 0 | 0 | 6  | 1  | +5 | 6 | Vòng đấu loại trực tiếp |
| 2  | Trung Quốc | 3  | 2 | 0 | 1 | 5  | 4  | +1 | 4 | Vòng đấu loại trực tiếp |
| 3  | Paraguay   | 3  | 0 | 1 | 2 | 3  | 6  | −3 | 1 |                         |
| 4  | Anh        | 3  | 0 | 1 | 2 | 2  | 5  | −3 | 1 |                         |

| Anh                        | 2–2      | Paraguay                |
| -------------------------- | -------- | ----------------------- |
| Wakenshaw 19' · Priest 31' | Chi tiết | Cartaman 41' · Jara 74' |

| Trung Quốc   | 1–3      | México                                    |
| ------------ | -------- | ----------------------------------------- |
| Gong Lei 68' | Chi tiết | Ambríz 19' (ph.đ.) · García Aspe 30', 45' |

| Anh | 0–2      | Trung Quốc                    |
| --- | -------- | ----------------------------- |
|     | Chi tiết | Gao Hongbo 76' · Gong Lei 89' |

| Paraguay | 0–2      | México                     |
| -------- | -------- | -------------------------- |
|          | Chi tiết | Cruz 22' · García Aspe 70' |

| Anh | 0–1      | México      |
| --- | -------- | ----------- |
|     | Chi tiết | Becerra 34' |

| Paraguay    | 1–2      | Trung Quốc                         |
| ----------- | -------- | ---------------------------------- |
| Mereles 17' | Chi tiết | Song Lianyong 14' · Gao Hongbo 76' |

## Vòng đấu loại trực tiếp
|  | Tứ kết              | Tứ kết                |                    |       | Bán kết       | Bán kết       |  |  | Chung kết | Chung kết |
|  |                     |                       |                    |       |               |               |  |  |           |           |
|  | 1 tháng 9 - Yerevan |                       |                    |       |               |               |  |  |           |           |
|  |                     |                       |                    |       |               |               |  |  |           |           |
|  | Bulgaria            | 1                     |                    |       |               |               |  |  |           |           |
|  | Bulgaria            | 1                     | 4 tháng 9 - Moskva |       |               |               |  |  |           |           |
|  | Tây Ban Nha         | 2                     |                    |       |               |               |  |  |           |           |
|  | Tây Ban Nha         | 2                     | Tây Ban Nha (pen.) | 2 (4) |               |               |  |  |           |           |
|  | 1 tháng 9 - Minsk   |                       | Tây Ban Nha (pen.) | 2 (4) |               |               |  |  |           |           |
|  |                     | Liên Xô               | 2 (3)              |       |               |               |  |  |           |           |
|  | Liên Xô             | Liên Xô               | 2 (3)              | 1     |               |               |  |  |           |           |
|  | Liên Xô             |                       | 7 tháng 9 - Moskva | 1     |               |               |  |  |           |           |
|  | Trung Quốc          | 0                     |                    |       |               |               |  |  |           |           |
|  | Trung Quốc          | 0                     | Tây Ban Nha        | 0     |               |               |  |  |           |           |
|  | 1 tháng 9- Tbilisi  |                       | Tây Ban Nha        | 0     |               |               |  |  |           |           |
|  |                     | Brasil (s.h.p.)       | 1                  |       |               |               |  |  |           |           |
|  | Brasil              | Brasil (s.h.p.)       | 1                  | 6     |               |               |  |  |           |           |
|  | Brasil              | 4 tháng 9 - Leningrad |                    | 6     |               |               |  |  |           |           |
|  | Colombia            | 0                     |                    |       |               |               |  |  |           |           |
|  | Colombia            | 0                     | Brasil             | 2     |               |               |  |  |           |           |
|  | 1 tháng 9 - Baku    |                       | Brasil             | 2     |               |               |  |  |           |           |
|  |                     | Nigeria               | 0                  |       | Tranh hạng ba | Tranh hạng ba |  |  |           |           |
|  | México              | Nigeria               | 0                  | 1     | Tranh hạng ba | Tranh hạng ba |  |  |           |           |
|  | México              |                       | 7 tháng 9 - Moskva | 1     |               |               |  |  |           |           |
|  | Nigeria             | 2                     |                    |       |               |               |  |  |           |           |
|  | Nigeria             | 2                     | Liên Xô            | 0 (1) |               |               |  |  |           |           |
|  |                     |                       |                    |       |               |               |  |  |           |           |
|  | Nigeria (pen.)      | 0 (3)                 |                    |       |               |               |  |  |           |           |
|  | Nigeria (pen.)      | 0 (3)                 |                    |       |               |               |  |  |           |           |

### Tứ kết
| Bulgaria       | 1–2      | Tây Ban Nha                          |
| -------------- | -------- | ------------------------------------ |
| Kostadinov 47' | Chi tiết | Marcelino 33' · Fernando 67' (ph.đ.) |

| Brasil                                                    | 6–0      | Colombia |
| --------------------------------------------------------- | -------- | -------- |
| Gérson 51', 69', 90'' · Silas 54' · Dida 72' · Müller 81' | Chi tiết |          |

| Liên Xô    | 1–0      | Trung Quốc |
| ---------- | -------- | ---------- |
| Kuzhlev 1' | Chi tiết |            |

| México     | 1–2      | Nigeria                     |
| ---------- | -------- | --------------------------- |
| Medina 50' | Chi tiết | Igbinabaro 33' · Monday 35' |

### Bán kết
| Tây Ban Nha                  | 2–2 (s.h.p.) | Liên Xô                                   |
| ---------------------------- | ------------ | ----------------------------------------- |
| Losada 70' · Goikoetxea 120' | Chi tiết     | Khudozhilov 38' (ph.đ.) · Ivanauskas 107' |
| Loạt sút luân lưu            |              |                                           |
|                              | 4–3          |                                           |

| Brasil                  | 2–0      | Nigeria |
| ----------------------- | -------- | ------- |
| Müller 22' · Balalo 44' | Chi tiết |         |

### Tranh hạng ba
| Liên Xô           | 0–0 (s.h.p.) | Nigeria |
| ----------------- | ------------ | ------- |
|                   | (Chi tiết)   |         |
| Loạt sút luân lưu |              |         |
|                   | 1–3          |         |

### Chung kết
| Brasil       | 1–0 (s.h.p.) | Tây Ban Nha |
| ------------ | ------------ | ----------- |
| Henrique 92' | Chi tiết     |             |

## Vô địch
| Giải vô địch bóng đá trẻ thế giới 1985 |
| -------------------------------------- |
| · Brasil · Lần thứ 2                   |

## Giải thưởng
| Golden Shoe      | Golden Ball | FIFA Fair Play Award |
| ---------------- | ----------- | -------------------- |
| Sebastián Losada | Paulo Silas | Colombia             |

## Cầu thủ ghi bàn
Sebastián Losada của Tây Ban Nha đã giành giải thưởng Chiếc giày vàng khi ghi được 3 bàn thắng. Tổng cộng có 80 bàn thắng được ghi bởi 55 cầu thủ khác nhau, không có bàn nào được tính là phản lưới nhà.
3 bàn
- Balalo
- Gérson
- Müller
- Alberto García Aspe
- Odiaka Monday
- Fernando Gómez Colomer
- Sebastián Losada

2 bàn
- Dida
- Emil Kostadinov
- Gao Hongbo
- Gong Lei
- John Jairo Tréllez
- Attila Pintér
- Pál Fischer
- Mark Anunobi
- Oleg Kuzhlev
- Sergei Khudozhilov
- Valdas Ivanauskas

1 bàn
- Cris Kalantzis
- John Panagis
- Henrique Arlindo Etges
- Luciano
- Paulo Silas
- Lyuboslav Penev
- Petar Mihtarski
- Radko Kalaydjiev
- Song Lianyong
- Felipe Pérez
- John Castaño
- Wilson Rodríguez
- Philip Priest
- Robert Wakenshaw
- János Zsinka
- Brian Mooney
- Pat Kelch
- Marcus Tuite
- Francisco Javier Cruz
- Héctor Becerra
- Ignacio Ambríz
- Víctor Medina
- Augustine Igbinabaro
- Niyi Adeleye
- Samson Siasia
- Jorge Cartaman
- Luis Jara
- Trigo Mereles
- Mohaisen Al-Jam'an
- Igor Sklyarov
- Gela Ketashvili
- Soso Chedia
- Vladimir Tatarchuk
- Ion Andoni Goikoetxea
- Marcelino
- Mohamed Abdelhak
- Sami Touati

## Bảng xếp hạng giải đấu
| VT | Đội              | ST | T | H | B | BT | BB | HS  | Đ  | Chung cuộc          |
| -- | ---------------- | -- | - | - | - | -- | -- | --- | -- | ------------------- |
| 1  | Brasil           | 6  | 6 | 0 | 0 | 14 | 1  | +13 | 12 | Vô địch             |
| 2  | Tây Ban Nha      | 6  | 2 | 2 | 2 | 8  | 8  | 0   | 6  | Á quân              |
| 3  | Nigeria          | 6  | 3 | 1 | 2 | 8  | 7  | +1  | 7  | Hạng ba             |
| 4  | Liên Xô (H)      | 6  | 3 | 3 | 0 | 10 | 3  | +7  | 9  | Hạng tư             |
|    |                  |    |   |   |   |    |    |     |    |                     |
| 5  | México           | 4  | 3 | 0 | 1 | 7  | 3  | +4  | 6  | Bị loại ở Tứ kết    |
| 6  | Trung Quốc       | 4  | 2 | 0 | 2 | 5  | 5  | 0   | 4  | Bị loại ở Tứ kết    |
| 7  | Bulgaria         | 4  | 1 | 2 | 1 | 5  | 4  | +1  | 4  | Bị loại ở Tứ kết    |
| 8  | Colombia         | 4  | 1 | 2 | 1 | 5  | 10 | −5  | 4  | Bị loại ở Tứ kết    |
|    |                  |    |   |   |   |    |    |     |    |                     |
| 9  | Hungary          | 3  | 1 | 2 | 0 | 5  | 4  | +1  | 4  | Bị loại ở Vòng bảng |
| 10 | Ả Rập Xê Út      | 3  | 1 | 1 | 1 | 1  | 1  | 0   | 3  | Bị loại ở Vòng bảng |
| 11 | Úc               | 3  | 0 | 2 | 1 | 2  | 3  | −1  | 2  | Bị loại ở Vòng bảng |
| 12 | Paraguay         | 3  | 0 | 1 | 2 | 3  | 6  | −3  | 1  | Bị loại ở Vòng bảng |
| 13 | Anh              | 3  | 0 | 1 | 2 | 2  | 5  | −3  | 1  | Bị loại ở Vòng bảng |
| 14 | Canada           | 3  | 0 | 1 | 2 | 0  | 7  | −7  | 1  | Bị loại ở Vòng bảng |
| 15 | Cộng hòa Ireland | 3  | 0 | 0 | 3 | 3  | 7  | −4  | 0  | Bị loại ở Vòng bảng |
| 16 | Tunisia          | 3  | 0 | 0 | 3 | 2  | 6  | −4  | 0  | Bị loại ở Vòng bảng |